# Din cîntecele Mariei Tănase III

Din cîntecele Mariei Tănase III este un album al cântăreței de muzică populară Maria Tănase. Acompaniază: Orchestra Nicușor Predescu (A2, B2, B3, B6, B7), Orchestra Victor Predescu (A1, A3, A6, A7, B1).

## Detalii ale albumului
- Gen: Folklore, World, & Country
- Style: Folk
- Limba: Romana
- Format: Vinyl, LP, Mono, Reissue
- Inregistrat: Studio
- Casa de discuri: Electrecord
- Catalog #: EPE 0221
- Data lansarii albumului:

## Lista pieselor
- 01 - A1 - Lume, lume
- 02 - A2 - Trei focuri ard pe lume
- 03 - A3 - Un tigan  avea o casă
- 04 - A4 - Bade, din dragostea noastră
- 05 - A5 - Văleleu
- 06 - A6 - Hai maică, la iarmaroc
- 07 - A7 - Pe deal pe la Cornățel
- 08 - B1 - Zise numa către mine
- 09 - B2 - Nici acela nu-i fecior
- 10 - B3 - Nu vine mîndru, nu vine
- 11 - B4 - Trenule, mașină mică
- 12 - B5 - Doină din Dolj
- 13 - B6 - Cîte mute, cîte slute
- 14 - B7 - Am avut trei mîndrulițe